# Bravo Group
Bravo Group București este o companie distribuitoare de produse ceramice și obiecte sanitare din România.
Categoriile principale de produse comercializate sunt instalații sanitare (obiecte sanitare, căzi de baie, cabine simple de duș sau cu hidromasaj/hidrosaună, baterii și sisteme de instalare), gresie și faianță, mobilier de baie și accesorii.
Compania este controlată de Gabriel Ene-Munteanu, director general și fondator al firmei, cu o participație de 60%, restul fiind deținut de directorul comercial Valentin Bosoi.
Bravo Group a fost înființat în 1993 și deține o rețea de 7 show-room-uri Laguna localizate în București și Brașov, o rețea națională de magazine „do it yourself” și magazine partener Bravo Group.
Cifra de afaceri:
- 2007: 11 milioane euro[1]
- 2005: 3,5 milioane euro[2]